# История Лахора
История Лахора  (в.-пандж. لہور دی تریخ, урду تاریخ لاہور‎), второго по величине города и округа Пакистана, насчитывает тысячи лет. Первоначально столица и крупнейший город Пенджаба, с момента своего создания он находился под властью индийского, буддийского, греческого, мусульманского, сикхского и британского правления, прежде чем стать культурной столицей и сердцем современного Пакистана.

## Истоки
В легендах, основанных на устных традициях, говорится, что Лахор был назван в честь Лавы, сына индуистского бога Рамы, который, предположительно, основал город. До сих пор Лахорская крепость имеет пустой храм, посвящённый Лаве. Точно так же река Рави, которая течёт через северный Лахор, была названа в честь индуистской богини Дурги.
Птолемей, знаменитый астроном и географ, упоминает в своей «Географии» город называемый Лабокла, расположенный на пути между рекой Инд и Палиботра или Паталипутра (Патна), на просторах страны под названием Касперия (Кашмир), описываемой как протянувшаяся вдоль рек Бидастес или Витаста (Джелам), Сандабал или Чандра Бхага (Чинаб), и Адрес или Иравати (Рави).
Старейший подлинный документ о Лахоре, написанный анонимно в 982 году, называется Худуд аль-алам. Он был переведён на английский язык В. Ф. Минорским и опубликован в Лахоре в 1927 году. В этом документе Лахор называется небольшим «shahr» (городом) с «впечатляющими храмами, большими рынками и огромными садами». Упоминаются «два крупных рынка, вокруг которых находятся жилища», а также «глиняные стены, окружающие эти два поселения, делающие из них одно». Оригинал документа в настоящее время находится в Британском музее.

## Индуистское наследство
Считается, что самые ранние правители Лахора были традиционными раджпутами. Сюаньцзан, китайский путешественник, который посетил Пенджаб в 630 году, описывал большой город, вмещающий несколько тысяч семей, главным образом брахманов, расположенный на восточной границе королевства Чека, которое, по его словам, простиралось от Инда до Биаса.
Многие историки считают, что Лахор был основан древней индуистской колонией где-то между I и VII веком, вероятно, уже в начале второго; и вскоре стал значимым городом, прародителем других колоний, а затем столицей могущественного княжества, которому он дал название. Существуют несколько обоснований, свидетельствующих в пользу того, что старый индуистский город Лахор не был расположен на месте современного города. Предание указывает месторасположение старого Лахора вблизи Ичхры — которая сейчас является частью города — но раньше была деревней около трёх миль к западу. Название села ранее было Icchra Lahore. Кроме того, некоторые из самых старых и самых священных индуистских святынь находятся в этой местности, а именно Bhairo ka sthain и Chandrat.
Застава нынешнего города, известная как Лахорские ворота, была так названа, будучи воротами, смотрящими в сторону Лохавара или старого Лахора, как Кашмирские ворота смотрят сторону Кашмира, а Делийские Ворота современного Дели — в древний город с таким именем. Не сохранилось никаких архитектурных следов старого индуистского Лахора, что вполне может быть объяснено отсутствием каменного материала, а также многочисленными разрушительными нашествиями, которым подвергался город. С другой стороны, это находится в соответствии с тем, что склонны утверждать все индийские архитектурные исследователи, а именно, что северные индусы не имели, до сравнительно позднего периода, привычки строить храмы или долговечные здания любого рода. Даже в Дели, который был центром индуистских династий, начиная свыше тысячи лет до нашей эры вплоть до более чем тысячи лет после, где есть изобилие камня, нет образцов индуистской архитектуры, датируемых раньше X или XI века.

## Ранние мусульманские династии
В период первых мусульманских завоеваний Лахор был во владении раджпутского короля Притхвираджа Чаухана, из династии Аджмера. Либо вследствие смены династии, либо вследствие открытого расположения Лахора на большой дороге из Афганистана в Индию, он в дальнейшем был покинут, и резиденция правительства была перенесена в Сиялкот или его окрестности, где оставалась до периода завоеваний султана Махмуда Газневи в начале XI века. Завоеватель повторно занял опустевший город и создал гарнизон в крепости, которая, вероятно, была построена, как и Старый форт в Дели, на руинах старой раджпутской цитадели.
В 682 году, согласно Фериште, пуштунские Керман и Пешавар, которые, уже в тот ранний период, охватил ислам, отвоевали некоторые территории у индуистского князя. В ходе войны семьдесят сражений прошло с переменным успехом, пока пуштуны, образовав союз с гакхарами, диким племенем, обитающим на Соляном хребте, не заставили раджу уступить часть своей территории. Следующее упоминание о Лахоре находится в летописях Раджпутаны, где клан раджпутов из Лахора упоминается как присоединившийся к защите Читторгарха, когда тот был осаждён мусульманскими войсками в начале IX века.
Наконец, в 975 году нашей эры, султан Себук-Тегин, правитель Великого Хорасана и отец султана Махмуда Газневи, продвинулся дальше Инда. Он был встречен Джаяпалой, раджой Лахора, чья власть, как говорят, простиралась от Сирхинда до Лагмана и от Кашмира до Мултана. По совету раджпутского клана Бхати, Джаяпала заключил союз с пуштунами, и их помощь позволила выдержать первое вторжение. Однако Себук-Тегин позже повторил свой поход. Сражение в окрестностях Лагмана закончилось поражением раджи и попыткой заключения мира. Его условия были приняты, и Себук-Тегин послал людей за выкупом. По достижении Лахора Джайпала показал себя не заслуживающим доверия и заключил посланников в тюрьму, намереваясь получить откуп. Узнав об уровне его вероломства, Себук-Тегин, по словам Феришты, «как вспенившийся поток, поспешил в сторону Индостана».
Последовали другие сражения, в которых Джайпала снова был побеждён, и отступил, оставив территорию к западу от Нилаба и Инда в руках захватчиков. Захватчики не сохранили завоевания из-за того, что в 1008 году союз, возглавляемый Анандапалой, сыном раджи Джаяпала, снова встретил наступающую армию, теперь под командованием Махмуда, сына и преемника Себук-Тегина, в непосредственной близости от Пешавара. Лахору позволили остаться нетронутым ещё на тринадцать лет. Анандапалу сменил Нарджанпал, в то время как Махмуд продвинулся в своих завоеваниях в Индостан. Но в 1022 году он вдруг двинулся вниз от Кашмира, захватил Лахор без сопротивления, и разграбил его.
Бессильный Нарджанпал бежал в Аджмер, и индуистское княжество Лахор было уничтожено навсегда. Последняя попытка восстановить утраченный суверенитет была сделана индусами в царствование Модуда в 1045 году, но после безуспешных шести месяцев осады они отступили без особого успеха.
Существует всего несколько упоминаний Лахора во времена до его захвата султаном Махмудом Газневи в XI веке. В 1021 году Махмуд посадил Малика Аяза на престол и сделал Лахор столицей империи Газневидов. Султан Махмуд Газневи взял Лахор после длительной осады и битвы, в которых город был подожжён и полностью обезлюдел. В качестве первого мусульманского правителя Лахора Аяз восстановил и заселил город. Во время его правления город стал культурным и научным центром, известным своей поэзией. Усыпальницу Малика Аяза всё ещё можно увидеть в коммерческом районе города — Ранг Махал.
После падения империи Газневидов в Лахоре правили различные мусульманские династии, известные как Делийский султанат, в том числе Халджи, Туглакиды, Сайиды, Лоди и Суриды. Когда султан Кутб ад-дин Айбак был коронован в Лахоре в 1206 году, он стал первым мусульманским султаном в Южной Азии. В 1524 году в Лахор стал частью империи Великих Моголов.

### Падение Султаната
Последний правитель из династии Лоди, султан Ибрахим-шах Лоди, вступил в конфликт с пуштунской знатью. После смерти своего отца султана Сикандар-шаха Лоди он подавил краткое восстание, возглавляемое несколькими из его вельмож, которые хотели, чтобы султаном стал его младший брат Джалал Хан. Даже после смерти брата, ему так и не удалось их усмирить. Впоследствии Даулат Хан, правитель Пенджаба, и Алам Хан, его дядя, отправили Бабуру, правителю Кабула, приглашение вторгнуться в Дели.
Первая битва при Панипате велась между силами Бабура и Делийского султаната. Ибрагим Лоди был убит на поле боя. Посредством превосходного военного искусства, огромного опыта в ведения войны, эффективной стратегии и надлежащего использования артиллерии, Бабур выиграл битву и в дальнейшем занял Агру и Дели.
В 1241 году древний город Лахор был захвачен тридцатитысячной конницей монгольской армии, всё население было перебито, а город был полностью разрушен. Не осталось ни одного здания или монумента в Лахоре, которые предшествуют монгольскому разрушению.
В 1266 году султан Гийас ад-дин Балбан отвоевал Лахор, но с 1296 по 1305 годы монголы снова наводнили северный Пенджаб. В 1298 году двухсоттысячная монгольская армия покорила Пенджаб и двинулась на Дели, но была жестоко разбита Делийским султанатом. Новая династия Великих Моголов правила в Индии ещё триста лет.

## Империя Великих Моголов
Лахор достиг зенита своей славы в период правления Великих Моголов с 1524 по 1752 годы.
Моголы, которые были известны как строители, подарили Лахору несколько из его самых прекрасных архитектурных памятников, многие из которых сохранились и сегодня.
Лахор существенно вырос при императоре Бабуре с 1584 по 1598 годы. При императорах Акбаре Великом и Джахангире, город был столицей империи. Красота Лахора очаровала английского поэта Джона Мильтона, который написал «Агра и Лахор, средоточие Великих Моголов» в 1670 году. В это время была построена грандиозная Лахорская крепость. Несколько зданий в пределах крепости были добавлены сыном Акбара, императором Джахангиром, который впоследствии был похоронен в городе. Сын Джахангира, Шах-Джахан, родился в Лахоре. Он, как и его отец, расширил Лахорскую крепость и построил много других сооружений в городе, в том числе Сады Шалимара. Последний из великих Моголов, Аурангзеб, правивший с 1658 по 1707, построил самые известные памятники города: Мечеть Бадшахи и ворота Аламгири рядом с Лахорской крепостью.
В XVII веке, когда власть Моголов уменьшилась, Лахор часто захватывали, и государственная власть отсутствовала. 1740-е были годами хаоса, и город имел девять различных правителей между 1745 и 1756 годом. Великий пенджабский поэт Баба Варис Шах сказал о ситуации, «khada peeta wahy da, baqi Ahmad Shahy da» — «у нас ничего нет, кроме того, что мы едим и носим, все остальные вещи принадлежат Ахмад-шаху». Ахмад-шах Дуррани захватил остатки империи Великих Моголов и установил консолидированный контроль над Пенджабом и Кашмиром в 1761 году.
Вторжения захватчиков и хаос в органах местного самоуправления позволили бандам воюющих сикхов получить контроль в некоторых областях. Сикхи набрали силу с огромной скоростью. В 1801 году двенадцать сикхских мисалей объединились в один, чтобы сформировать новую империю и суверенное сикхское государство под властью Махараджи Ранджита Сингха.

## Сикхское государство
В начале царствования Аурангзеба различные повстанческие группы сикхов вовлекали войска Моголов во всё более кровопролитные сражения. В 1670 году девятый сикхский Гуру, Тегх Бахадур, разбил лагерь в Дели, приобретя большое количество последователей, как говорили, привлёкших на себя гнев императора Аурангзеба. После падения империи Великих Моголов сикхи вторглись и оккупировали Лахор. Казнь Гуру Тегх Бахадура привела их в ярость. В ответ его сын и наследник, десятый гуру сикхизма Гуру Гобинд Сингх, далее милитаризировал своих последователей.
В 1740-х годах частые нашествия афганцев под руководством Ахмад-шаха Абдали создали хаос в органах местного самоуправления и сделали жизнь граждан Лахора очень тревожной. Мисаль Бханги был кулаком сикхских групп, вторгнувшихся и разграбивших могольский Лахор. Позже Ранджит Сингх сумел сделать успехи в этом хаосе, победив внука Абдали, Земан-шаха в битве между Лахором и Амритсаром. На фоне хаоса афганских и сикхских конфликтов Ранджит Сингх смог объединить фракции сикхов и захватить Лахор, где он был коронован императором. Многие гости Лахора во время этой эпохи отмечали, что большая часть города была в плачевном состоянии, и многие из его мусульманских памятников и мечетей были разграблены и осквернены сикхами. Земли, дворцы и дома мусульманской знати были конфискованы сикхскими сардарами. Мрамор и драгоценные камни были собраны с мусульманских домов и зданий, в том числе Садов Шалимара, для создания Золотого храма в Амритсаре и других сикхских священных мест.
В 1762 году армия сикхов вошла в Лахор и заняла мечеть Шахид Гандж. Мусульманам было запрещено входить и молиться в мечети. Сикхи построили храм Гурдвара во дворе и использовали здание мечети как дом для сикхских священников. 7 июля 1799 года Лахор был захвачен и разграблен сикхским ополчением, под руководством Ранджита Сингха. Мечеть Бадшахи также перешла сикхам. После захвата города она была серьёзно повреждена, так как Ранджит Сингх использовал её огромный двор как конюшню для лошадей его армии и её 80 худжр (небольшие комнаты для занятий, окружающие внутренний двор) как помещения для своих солдат и как склад для военных припасов. Хазури Багх Барадари, огороженный сад рядом с мечетью, использовался как официальный королевский двор для аудиенций.
После захвата Лахора сихами сооружений эпохи Великих Моголов пролежала в руинах до конца XVIII века из-за разрушения и грабежа сикхами мисаля Бханги. Смерть Ранджита Сингха 27 июня 1839 года в конечном итоге окончила его царствование, в то время как правление сикхов продолжалось, пока британцы не получили контроль над империей в 1849 году.
Сайид Ахмад Барелви — мусульманин-националист получил отчаянные мольбы о помощи преследуемых мусульман Пенджабского региона. Мусульманам запретили созывать Азан, и земли, принадлежащие к пожертвованиям-вакуф, которые оказывали финансовую поддержку мусульманским учреждениям, были конфискованы сикхами. Сайид Ахмад Барелви со многими сторонниками провёл два года, организуя массовую и материальную поддержку своей Пенджабской кампании. Он тщательно создал сеть людей по всей Индии с целью сбора средств и поощрения добровольцев, путешествуя в различные места по Индии и привлекая последователей среди благочестивых мусульман. В декабре 1826 года Саид Ахмад и его последователи столкнулись с сикхскими войсками при Окаре, но без решающего результата. В крупном сражении близ города Балакоте в 1831 году Саид Ахмад и Шах Исмаил Шахид с добровольцами-мусульманами потерпели поражение от профессиональной сикхской армии и приняли мученическую смерть.
В 1841 году, во время гражданской войны сикхов, сын Ранджита Сингха, Шер Сингх, использовал большие минареты мечети Бадшахи для размещения zamburahs (лёгких пушек), чтобы бомбардировать сторонников сикхской Махарани Чанд Каур, нашедших убежище в осаждённой Лахорской крепости, что нанесло ей большой ущерб. В одной из этих бомбардировок крепостной Диван-э-Аам (Зал публичных аудиенций) был уничтожен (в дальнейшем он был восстановлен британцами, но так и не вернул свой первоначальный архитектурный блеск). В это время Анри де ла Рош, французский кавалерийский офицер, завербованный в армию Шер Сингха, использовал туннель, соединяющий мечеть Бадшахи в Лахорскую крепость для временного хранения пороха.

## Британская Индия
Махараджа Ранджит Сингх сделал Лахор своей столицей и смог расширить своё царство до Хайберского прохода, а также включил в него Джамму и Кашмир, удержав британцев от расширения их границ через реку Сатледж на более чем 40 лет. После его смерти в 1839 году междоусобная борьба между сикхам, несколько стремительных потерь территории его сыновьями, вместе с интригами догр и двумя англо-сикхскими войнами, в конечном счёте, привели к британскому контролю в Лахоре десять лет спустя. Для британцев Пенджаб был пограничной провинцией, потому что Лахор имел границы с Афганистаном и Персией. Поэтому панджабцам, в отличие от бенгальцев и синдхи, не разрешили использовать свой родной язык в качестве официального. Британцы впервые ввели урду в качестве официального языка в Пенджабе, в том числе Лахоре, якобы из-за страха пенджабского национализма. Во время правления британской колониальной власти пенджабские мусульмане начали рекультивацию и восстановление мусульманских памятников, занятых, повреждённых и разрушенных сикхами во время их правления в регионе Пенджаб.
Британская оккупация Лахора прошла затяжным, но согласованным образом. Используя для собственной выгоды беспорядки, окружающие борьбу за наследство после смерти Ранджит Сингха, и лишь частично ослабев на войне, сражаясь против сикхов на их восточных границах, британцы вошли в Лахор в феврале 1846 года и расположили свои войска в крепости. Два нестабильных года спустя они были втянуты во вторую войну с сикхами в южном городе Мултан, когда губернатор этого города, Мул Радж, призвал свои войска к восстанию. После ряда сражений армия сикхов была окончательно разгромлена в битве при Гуджарате, в шестидесяти милях к северу от Лахора. В марте 1848 года после победы англичан Далип Сингх, несовершеннолетний сын и наследник престола Ранджита Сингха, был официально низложен в Лахоре. Оставшиеся в городе сикхские полки были внезапно переведены в резерв и разбили лагерь за пределами города, требуя выходное пособие. В течение года Пенджаб был официально присоединён к Британской империи.
При британском правлении (1849—1947) колониальная архитектура в Лахоре сочетала могольский, готический и викторианский стили. 
Главпочтамт (GPO) и здание YMCA в Лахоре построены в честь золотого юбилея королевы Виктории, события, отмеченного строительством часовых башен и монументов по всей Индии. Другие важные британские здания включали Верховный суд, Правительственный Колледж, музеи, Национальный колледж искусств (NCA), Монтгомери Холл, рынок Толлинтон и Университет Пенджаба (старый кампус). При британском правлении сэр Ганга Рам (иногда называемый отцом современного Лахора) сконструировал и построил Главный почтамт, Лахорский музей, Колледж Айтчисон, Школу искусств Майо (ныне NCA), госпиталь Ганга Рам, среднюю школу для девочек леди МакЛаган, кафедру химии Правительственного колледжа, крыло Альберта Виктора госпиталя Майо, дом для инвалидов на Рави роад и промышленное училище леди Мейнард. Ради развлечения британцы популяризировали конный спорт в Лахоре и основали в 1924 году Лахорский гоночный клуб (LRC).

## Обретение независимости Пакистаном
Лахор занимает особое место в истории пакистанского движения и Индийского национально-освободительного движения. В 1929 году в Лахоре состоялось заседание Индиёского национального конгресса. На этом съезде Пандитом Неру была выдвинута резолюция «полной независимости», принятая единогласно в полночь на 31 декабря 1929 года. По этому поводу в качестве национального флага был поднят современный трёхцветный флаг Индии (с чакрой в его центре), и тысячи людей приветствовали его.
Тюрьма Лахора была местом, где содержались под стражей революционные борцы за свободу. Один из них, Джатин Дас, умер в тюрьме Лахора после голодания в течение 63 дней в знак протеста против жестокого обращения британцев с политзаключёнными. В тюрьме Лахора был повешен мученик, боровшийся за независимость Индии, Бхагат Сингх.
Самое важное заседание всеиндийской, позднее пакистанской мусульманской лиги, главной партии, боровшейся за независимость Индии и создание Пакистана, состоялось в Лахоре в 1940 году. Мусульмане под руководством Каид-и-Азама потребовали отдельную страну для мусульман Индии в документе, известном как «Пакистанская резолюция» или «Лахорская резолюция». В ходе этого заседания Мухаммад Али Джинна, лидер лиги, впервые публично предложил теорию двух наций.
Преимущественно мусульманское, население поддержало Мусульманскую лигу и пакистанское движение. После обретения независимости в 1947 году меньшая часть индуистов и сикхов мигрировала в Индию, в то время как мусульманские беженцы из Индии поселились в Лахоре.

## Настоящее время
Лахор считается сердцем Пакистана и в настоящее время является столицей провинции Пенджаб. Почти сразу же после обретения независимости масштабные беспорядки вспыхнули среди мусульман, сикхов и индуистов, вызвав множество смертей, а также повреждение исторических памятников, в том числе в Лахорской крепости, мечети Бадшахи и различных зданий колониальной эпохи. При содействии Организации Объединённых Наций правительство смогло восстановить Лахор, и большинство шрамов межобщинного насилия времён обретения независимости были стёрты. Меньше 20 лет спустя, однако, Лахор вновь стал полем битвы в войне 1965 года. Поле сражения и окопы сегодня ещё можно наблюдать рядом с границей в Вагахе.
После обретения независимости Лахор был отодвинут на второй план городом Карачи, который быстро стал самым большим и промышленно развитым городом Пакистана. Это длилось вплоть до прихода к власти администрации братьев Миан и беспорядков в Карачи 1990-х годов, после чего Лахор вновь обрёл значимость в качестве экономического и культурного центра в ходе государственных реформ. В городе была проведена вторая исламская конференция на высшем уровне. А в 1996 году на стадионе Каддафи состоялся финальный матч Чемпионата мира по крикету, организованного Международным советом крикета.
Старый город, известный в местном масштабе как «Андрун-Шехр» (Внутренний город), является старейшей и наиболее исторически значимой частью Лахора. В 2009 году правительство Пенджаба приступило к крупному проекту по восстановлению Королевской тропы (Шахи Гузар Гах) от ворот Акбери до Лахорской крепости с помощью Всемирного банка в рамках проекта по устойчивому развитию Старого города Лахора (SDWCL). Проект направлен на восстановление Старого города, на изучение и выделение его экономического потенциала в качестве культурного наследия, изучение и выделение преимуществ проекта SWDCL для жителей, и на запросы о предложениях по поддержанию восстановления и сохранения Старого города.
На сегодняшний день Лахор является городом три-в-одном. Каждая его часть отличается от другой тем или иным способом. Старый город — существующий, по крайней мере, тысячу лет — построен внутри и вокруг кольцевой дороги. Точно так же британцы застроили Лахор, охватывающий территорию от госпиталя Майо до Лахорского канала на востоке. Третий Лахор, в который входят различные шикарные районы, такие как Гулберг и Бахрия Таун вместе с несколькими другими, построен после обретения независимости. Основным жилым районом и административным подразделением Лахора является Самнабад. Это один из старейших аристократических районов Лахора, расположенный в центре города.